# Trichopagis manicata
Trichopagis manicata (Simon, 1886) è un ragno appartenente alla famiglia Thomisidae.
È l'unica specie nota del genere Trichopagis.

## Distribuzione
L'unica specie oggi nota di questo genere è stata rinvenuta in Gabon, Guinea, Sudafrica e Madagascar

## Tassonomia
Dal 1942 non sono stati esaminati altri esemplari, né sono state descritte sottospecie al 2015.